# Seter

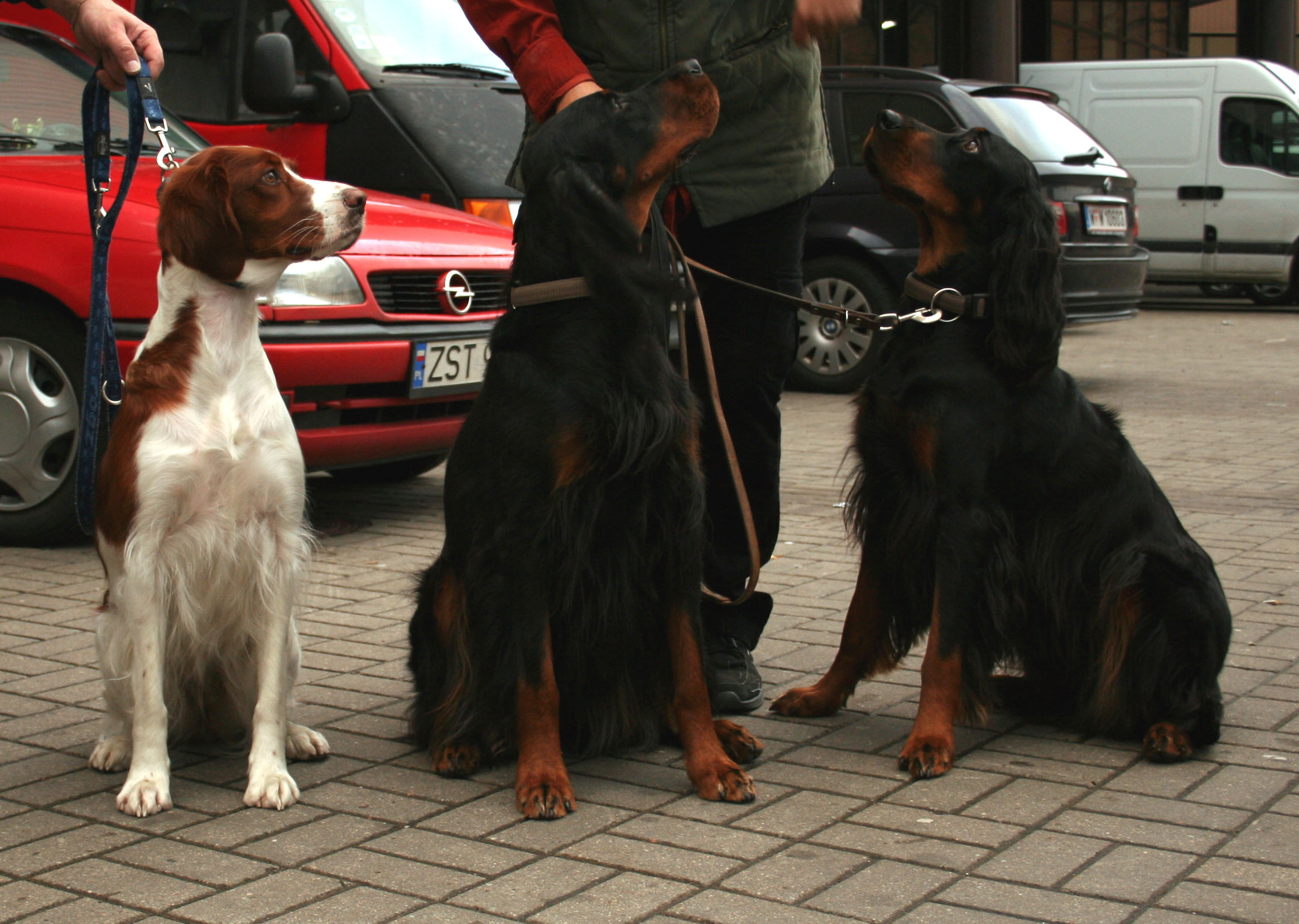
Setery szkockie w towarzystwie setera irlandzkiego biało-czerwonego

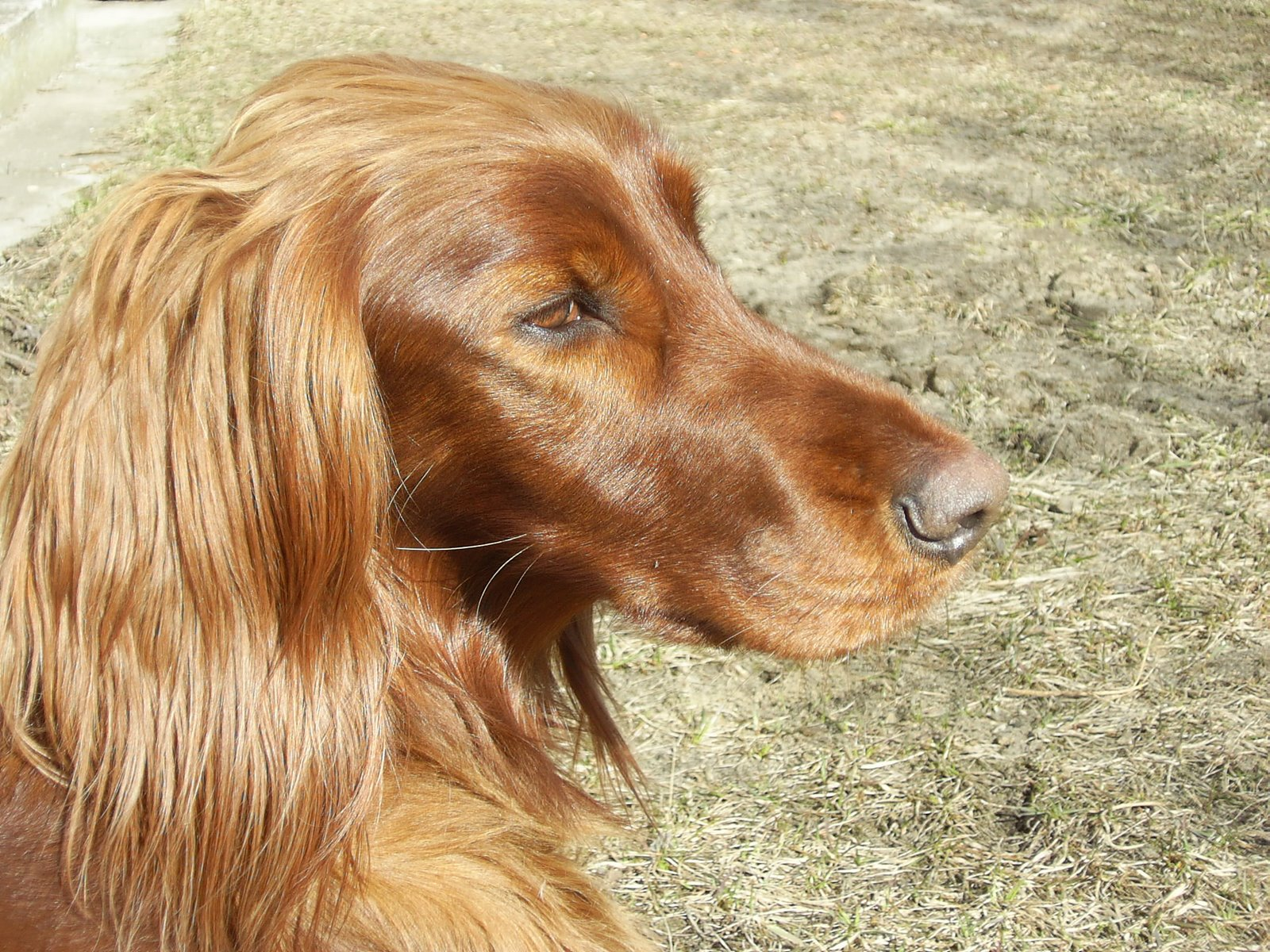
Seter irlandzki mahoniowy

Seter – typ psa z grupy psów myśliwskich, legawców.

## Nazwa i pochodzenie
Powszechnie przyjmuje się, że setery powstały poprzez skrzyżowanie dużych spanieli (springerów) z pointerami, chociaż brak na ten temat jednoznacznych dokumentów. Już w XVI wieku spaniele były układane do pracy jako legawce. Właśnie z tego specyficznego sposobu polowania określenie „Sitting Spaniel” przekształciło się w „Sitting Dog” lub w skrócie „Sitter”, aby ostatecznie powstało słowo „Setter”. Inne źródła wywodzą nazwę „Setter” od angielskiego słowa „set”, czyli „ustawiać, wystawiać”.
Początkowo nie rozróżniano seterów od spanieli i mówiono tylko o psach służących do wystawiania. Nie wiadomo kiedy też nastąpiło rozdzielenie definitywne obu ras, w każdym razie na pewno dokonało się ono nie później niż na początku XIX wieku, ponieważ od tego czasu wspominane są w literaturze setery jako osobna rasa. Tak samo trudno jest określić, kiedy setery podzieliły się na poszczególne rasy.

## Rasy seterów
- Seter angielski
- Seter irlandzki mahoniowy
- Seter irlandzki czerwono-biały
- Seter szkocki (Gordon)